# Distretto di Černivci (oblast' di Černivci)
Il distretto di Černivci (ucraino: Чернівецький район) è un distretto nell'oblast' di Černivci in Ucraina. Il suo centro amministrativo è la città di Černivci   Ha una popolazione di 648 643 abitanti.
È stato creato il 17 luglio 2020 nell'ambito della riforma delle divisioni amministrative dell'Ucraina.